# پوپندورف (اشتایرمارک)
پوپندورف (به آلمانی: Poppendorf) یک منطقهٔ مسکونی در اتریش است که در زودوست‌اشتایرمارک واقع شده‌است. پوپندورف ۱۱٫۲۲ کیلومتر مربع مساحت دارد ۳۲۴ متر بالاتر از سطح دریا واقع شده‌است.